# Jājarm (kommunhuvudort i Iran)
Jājarm (persiska: جاجرم) är en kommunhuvudort i Iran.   Den ligger i provinsen Nordkhorasan, i den nordöstra delen av landet, 500 km öster om huvudstaden Teheran. Jājarm ligger 933 meter över havet och antalet invånare är 25 205.
Terrängen runt Jājarm är platt åt sydost, men åt nordväst är den kuperad.Runt Jājarm är det ganska glesbefolkat, med 27 invånare per kvadratkilometer. Jājarm är det största samhället i trakten. Omgivningarna runt Jājarm är i huvudsak ett öppet busklandskap.